# 1224
سنة 1224 كانت سنة كبيسة تبدأ يوم الإثنين (الرابط يظهر نموذج التقويم الكامل للسنة) من التقويم اليولياني.

## أحداث
- تأسيس مدينة أوبافا وتقع حاليا في التشيك.

## مواليد
- جان دي جوانفيل.
- شرف الدين اليونيني.

## وفيات
- عبد الواحد المخلوع.
- يوسف المستنصر.